# Оды (Гораций)
«О́ды» или «Пе́сни» (лат. Carmina) — сборник стихотворений римского поэта Квинта Горация Флакка в четырёх книгах, опубликованных в 23 и 13 годах до н. э. (первые три книги и четвёртая соответственно). В общей сложности включает 103 стихотворения, написанные в жанре монодической лирики. Образцами для автора служили Анакреонт, Пиндар, Сапфо, в первую очередь Алкей; Гораций видит своё право на литературное бессмертие в том, что он «первый свел эолийскую песнь на италийский лад».
Первая книга содержит стихотворения, написанные исконно греческими размерами — алкеевой, сапфической, асклепиадовой строфами и др. В общей сложности здесь насчитывается 13 строфических форм, из которых прежде в латинской поэзии встречался только сапфический стих (у Катулла). В латинской трактовке греческих прототипов Гораций продемонстрировал метрическое мастерство, оставшееся непревзойдённым.
Оды отличаются высоким стилем, который отсутствует в эподах и от которого Гораций отказывается в сатирах. Воспроизводя метрическое построение и общий стилистический тон эолийской лирики, поэт во всем остальном идет по собственному пути. Он использует художественный опыт разных эпох и часто перекликается с эллинистической поэзией, а греческая форма становится облачением для эллинистически-римского содержания.
Отдельное место в сборнике занимают «Римские оды» (III, 1—6), в которых в законченном виде выражено отношение Горация к идеологической программе Августа. Оды связаны общей темой и единым стихотворным размером (излюбленной Горацием алкеевой строфой). Программа «Римских од» такова: грехи отцов, совершенные ими во время гражданских войн и как проклятие тяготеющие над детьми, будут искуплены только возвращением римлян к старинной простоте нравов и древнему почитанию богов. «Римские оды» отражают состояние римского общества, вступившее в решающую стадию эллинизации, которая придала культуре Империи ясный греко-римский характер.
Ювелирно обработанная и «насыщенная мыслью», но сдержанная и бесстрастная лирика не встретила у современников того приёма, которого ожидал автор. Её находили излишне аристократичной и недостаточно оригинальной. Тем не менее «Оды» остались одним из самых знаменитых памятников латинской поэзии. Особую известность получила 30-я ода третьей книги, в которой Гораций сулит себе бессмертие как поэту: она вызвала многочисленные подражания, в том числе написанные Державиным и Пушкиным.